# Builsa (Volk)
Die Builsa sind ein Volk in Ghana, das auch Buli, Bulea, Bulsa oder Kanjaga genannt wird und deren Sprache das Buli ist.
Builsa ist der Eigenname dieser Volksgruppe. Dieser Ethnie werden ca. 150.000 Menschen zugeordnet, deren Siedlungsgebiet im zentralen Norden Ghanas im Sandema District liegt. Im Wesentlichen leben die Builsa im Builsa District in der Upper East Region. Grenzflüsse der Ethnie sind im Westen der Sisili, im Süden der Kulbawn und im Osten der Weiße Volta und der Tano. Im Norden ist das Siedlungsgebiet durch einen etwa 20 km breiten Streifen Kasena-Landes von der Grenze zu Burkina Faso entfernt. Dieses Siedlungsgebiet liegt etwas zwischen den Ortschaften Wiasi, Kunkwa, Kanjaga, Doninga, Nakong und Chuchiliga.
Zur Musik der Builsa gehören die zweifellige Zylindertrommel ginggaung, die Sanduhrtrommel gunggong und die kleine Holzflöte yua. Diese Musikinstrumente werden in Ensembles allgemein zur Unterhaltung und als Begleitmusik bei Zeremonien verwendet.